# Wings (canção de Macklemore e Ryan Lewis)
"Wings" (estilizado como "Wing$") é uma canção do rapper norte-americano Macklemore e do seu produtor Ryan Lewis, gravada para o álbum de estreia de ambos The Heist. Foi escrita pela dupla de intérpretes, com auxílio de Hollis Wong-Wear, e produzida por Lewis. O seu lançamento ocorreu a 20 de Julho de 2011 através da editora discográfica independente Macklemore LLC. Foi criada uma versão alternativa da música para ser usada nos comerciais para o All-Star Game da NBA de 2013.

## Faixas e formatos
A versão single de "Wings" contém apenas uma faixa com duração de quatro minutos e cinquenta e nove segundos.
| Descarga digital |         |         |  |
| N.º              | Título  | Duração |  |
| 1.               | "Wings" | 4:59    |  |

## Desempenho nas tabelas musicais

### Posições
| Tabela musical (2013)                             | Melhor posição |
| ------------------------------------------------- | -------------- |
| Austrália - ARIA Singles Chart                    | 17             |
| Estados Unidos - Billboard Bubbling Under Hot 100 | 12             |
| Estados Unidos - Billboard R&B/Hip-Hop Songs      | 40             |
| França - SNEP                                     | 155            |

### Certificações
| País      | Provedor | Certificação |
| --------- | -------- | ------------ |
| Austrália | ARIA     | Platina      |